# Marco Ferrari (scrittore)

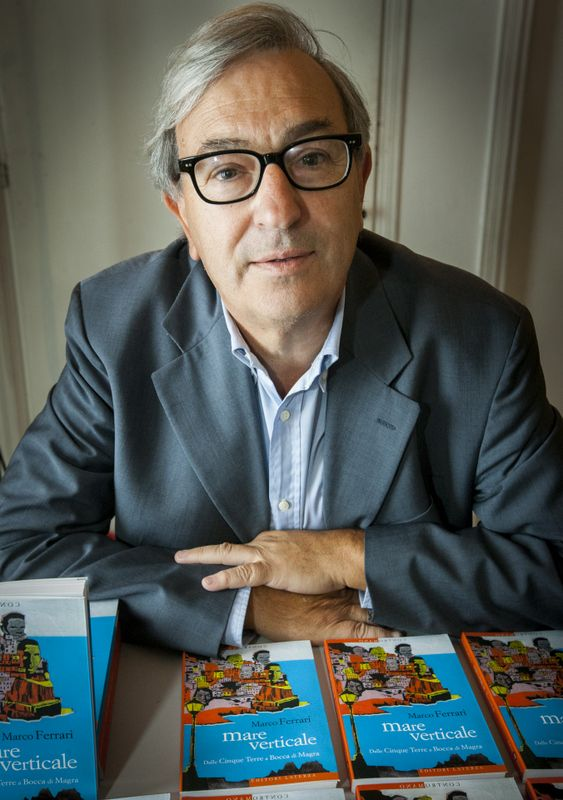
Marco Ferrari con alcune copie del suo libro "Mare Verticale"

Marco Ferrari (La Spezia, 10 settembre 1952) è un giornalista, scrittore e autore televisivo italiano.

## Biografia
Laureatosi in Geografia presso l'Università di Firenze, ha svolto l'attività di giornalista a partire dal 1975 per il quotidiano L'Unità, prima presso la redazione di Firenze e poi come inviato speciale. È stato redattore dell'inserto libri de L'Unità. È stato collaboratore di Rinascita, di LiberEtà e del Diario e consulente editoriale della casa editrice Fratelli Alinari. Ha scritto inoltre per il quotidiano in lingua italiana La gente d'Italia, edito a Montevideo.
Il suo primo romanzo, Tirreno (Editori Riuniti), risale al 1988. Successivamente ha pubblicato I sogni di Tristan (1994), Alla Rivoluzione sulla Due Cavalli (1995), Grand Hotel Oceano (1996) e Ti ricordi Glauber (1999) con Sellerio editore e, insieme ad Alessandro Benvenuti, La vera storia del mitico undici (1998) con Ponte alle Grazie-Longanesi.
Il regista Maurizio Sciarra ha tratto dal suo romanzo Alla rivoluzione sulla due cavalli l'omonimo film, di cui Marco Ferrari ha scritto la sceneggiatura, insieme a Enzo Monteleone e Maurizio Sciarra, vincitore nel settembre 2001 del Pardo d'Oro al Festival del film Locarno. Ha poi pubblicato Cuore Atlantico (2004) e Morire a Clipperton (2009) per Ugo Mursia editore.
Dal 1999 al 2009 ha ricoperto l'incarico di presidente dell'Istituzione per i Servizi Culturali del Comune della Spezia. Sotto la sua presidenza sono stati inaugurati il Museo del Sigillo, il Centro Arte Moderna e Contemporanea, il Museo Diocesano-Etnografico, il centro giovanile e multimediale "Dialma Ruggiero". È stato l'ideatore del Premio Exodus. È stato presidente della Mediateca regionale ligure dal 2008 al 2015.
Nel 2012 ha pubblicato Le Nuvole di Timor per Cavallo di Ferro a cui sono seguiti Sirenate (2013) per Il melangolo e  Mare verticale: Dalle Cinque Terre a Bocca di Magra (2014) per Editori Laterza. Nel 2016 ha pubblicato Ho sparato a Garibaldi per Mondadori con Arrigo Petacco, sulla vita del loro antenato Luigi Ferrari. Sempre con Arrigo Petacco, nel 2017, ha pubblicato Caporetto, per Mondadori (casa editrice). Nel 2018 ha scritto il romanzo ucronico Un tango per il duce per conto di Edizioni Voland.
Nel 2019 ha pubblicato il romanzo storico Rosalia Montmasson, ispirato alla figura di Rose Montmasson, per Mondadori (casa editrice). Nel 2020 è stato pubblicato da Editori Laterza il romanzo L’incredibile storia di António Salazar, il dittatore che morì due volte, tradotto in Portoghese, Spagnolo, Russo ed Ucraino. Nel 2021, sempre con Editori Laterza, ha pubblicato Ahi, Sudamerica! Oriundi, tango e fútbol.
Nel 2024 è stata pubblicata una nuova edizione de Alla rivoluzione sulla due cavalli (con Ritorno a Lisbona 50 anni dopo) con Editori Laterza. Nello stesso anno, ha anche pubblicato a quattro mani con lo scrittore Marino Magliani il romanzo Sporca faccenda, mezzala Morettini, edito da Atlantide . Nel 2025, è stato pubblicato da Editori Laterza Il partigiano che divenne imperatore, che narra le vicende che hanno come protagonista Ilio Barontini durante la resistenza degli Arbegnuoc contro l'occupazione Italiana in seguito alla Guerra d'Etiopia. 
È autore inoltre di alcuni testi dedicati alla cultura ligure: Liguria: il mare e la sua terra (2004), Mestieri di una volta (2007), Una storia dipinta: La Spezia, il porto, i borghi (2007), Il senso del Golfo (2008) e Il porto di Exodus (2009).
Ha ricevuto, nel 1995, il premio letterario Lerici-Golfo dei Poeti da Attilio Bertolucci, è stato membro della giuria del Premio LericiPea e si è occupato dell'organizzazione del premio Montale Fuori di Casa per conto del Parco Letterario Eugenio Montale.
È stato autore di alcune trasmissioni televisive come Emilio (Rete 4) e Sulla cresta dell'onda (Rai) e di diverse trasmissioni radiofoniche di Rai Radio 3. È inoltre direttore artistico del salotto letterario delle Cinque Terre Monterosso un mare di libri, una serie di incontri a ingresso libero con i maggiori scrittori di narrativa e saggistica italiana che si tiene ogni anno tra Luglio e Agosto a Monterosso al Mare, giunta nel 2024 alla sua VIII° edizione . 
È collaboratore del giornale la Repubblica (sede di Genova) e de L'Unità.

## Opere
- Tirreno (1988) Roma, Editori Riuniti, ISBN 88-359-3175-4
- I sogni di Tristan (prima edizione 1994; seconda edizione 1995) Palermo, Sellerio, ISBN 88-389-1470-2
- Alla Rivoluzione sulla Due Cavalli (1995) Palermo, Sellerio, ISBN 88-389-1131-2
- Grand Hotel Oceano (1996) Palermo, Sellerio, ISBN 88-389-1260-2
- La Vera Storia del Mitico Undici  (1998) Milano, Ponte alle Grazie, ISBN 88-7928-419-3
- Ti ricordi Glauber (1999) Palermo, Sellerio, ISBN 88-389-1475-3
- Cuore Atlantico (2004) Milano, Ugo Mursia editore, ISBN 88-425-3264-9
- Morire a Clipperton (2009) Milano, Ugo Mursia editore, ISBN 978-88-425-4244-5
- Le nuvole di Timor (2012) Roma, Cavallo di Ferro, ISBN 978-88-7907-106-2
- Sirenate (2013) Genova, Il melangolo, ISBN 978-88-9805-705-4
- Mare verticale: Dalle Cinque Terre a Bocca di Magra (2014) Roma-Bari, Editori Laterza, ISBN 978-88-581-1229-8
- Ho sparato a Garibaldi (2016) con Arrigo Petacco, Milano, Mondadori, ISBN 978-88-04-65995-2
- Caporetto (2017) con Arrigo Petacco, Milano, Mondadori, ISBN 978-88-04-67912-7
- Un tango per il duce (2018) Roma, Edizioni Voland, ISBN 978-88-6243-314-3
- Rosalia Montmasson (2019) Milano, Mondadori, ISBN 978-88-04-71124-7
- L’incredibile storia di António Salazar, il dittatore che morì due volte (2020) Roma-Bari, Editori Laterza, ISBN 978-88-581-4182-3
- Ahi, Sudamerica! Oriundi, tango e fútbol (2021) Roma-Bari, Editori Laterza, ISBN 978-88-581-4528-9
- Alla rivoluzione sulla due cavalli (con Ritorno a Lisbona 50 anni dopo) (2024) Roma-Bari, Editori Laterza, ISBN 978-88-581-5452-6 (cartaceo) ISBN 978-88-581-5531-8 (digitale)
- Sporca faccenda, mezzala Morettini (2024), con Marino Magliani, Roma, Atlantide, ISBN 979-12-800-2847-1
- Il partigiano che divenne imperatore (2025) Roma-Bari, Editori Laterza, ISBN 978-88-581-5718-3